# Korabnik
Korabnicy – kategoria ludności służebnej w dawnej Polsce, zajmująca się wyrobem łodzi (korabi) na potrzeby dworu książęcego. Poświadczeni źródłowo w 1255.  Pozostawili ślady w toponomastyce w postaci wielu miejscowości o nazwie Korabniki.